# Robert Hausmann
Robert Hausmann (ur. 13 sierpnia 1852 w Rottleberode, zm. 18 stycznia 1909 w Wiedniu) – niemiecki wiolonczelista.

## Życiorys
Uczył się u Theodora Müllera w Brunszwiku, następnie studiował w Hochschule für Musik w Berlinie. Później był uczniem Alfredo Piattiego w Londynie. W latach 1872–1876 był członkiem kwartetu Hochberga w Dreźnie. Od 1879 do 1907 roku był członkiem kwartetu Josepha Joachima w Berlinie. Występował też w trio fortepianowym z Heinrichem Barthem i Heinrichem de Ahna.
Był pierwszym wykonawcą II Sonaty wiolonczelowej Johannesa Brahmsa oraz, wspólnie z Josephem Joachimem, Koncertu podwójnego na skrzypce, wiolonczelę i orkiestrę tegoż kompozytora. Max Bruch zadedykował mu swój utwór Kol Nidrei.